# Eriocottis recticostella
Eriocottis recticostella is een vlinder uit de onderfamilie Eriocottinae van de familie Eriocottidae. De wetenschappelijke naam van de soort is voor het eerst geldig gepubliceerd in 1920 door Aristides von Caradja.